# Тетрафтороалюминат калия
Тетрафтороалюминат калия — неорганическое соединение,
комплексный фторид калия и алюминия с формулой KAlF4,
бесцветные кристаллы,
слабо растворяется в воде.

## Получение
- Реакция фторидов алюминия и калия:

{\displaystyle {\mathsf {KF+AlF_{3}\ {\xrightarrow {T}}\ KAlF_{4}}}}

## Физические свойства
Тетрафтороалюминат калия образует бесцветные кристаллы
тетрагональной сингонии,
пространственная группа P 4/mbm,
параметры ячейки a = 0,50424 нм, c = 0,61564 нм, Z = 2.
Слабо растворяется в воде.

## Применение
- Компонент флюса при сварке или пайке алюминия, алюминиевых сплавов и нержавеющей стали.
- Инсектицид.